# Spilosoma fallaciosa
Spilosoma fallaciosa är en fjärilsart som beskrevs av Matsumura 1927. Spilosoma fallaciosa ingår i släktet Spilosoma och familjen björnspinnare. Inga underarter finns listade i Catalogue of Life.